# Kim Su-jung
Kim Su-jung (* 9. April 2004 in Incheon) ist eine südkoreanische Schauspielerin.

## Leben und Karriere
Kim wurde am 9. April 2004 in Incheon geboren. Sie besuchte die School of Performing Arts Seoul. Ihr Debüt gab sie 2008 in der Fernsehserie My Precious You. Anschließend war sie 2009 in Two Wives zu sehen. 2011 bekam sie in dem Film Champ eine Hauptrolle. Im selben Jahr wurde Kim für die Serie Pink Lipstick gecastet. Außerdem trat sie 2015 in Enchanting Neighbor auf. 2019 spielte sie in dem Film Rainbow Playground mit.
Zudem ist sie auch als Moderatorin eines Segments in Star Golden Bell bekannt.

## Filmografie (Auswahl)
Filme
- 2011: Champ
- 2019: Rainbow Playground

Serien
- 2008: My Precious You
- 2009: Two Wives
- 2011: Pink Lipstick
- 2015: Enchanting Neighbor

Sendungen
- 2011: 101 Secrets to Wake Our Child's Brain
- 2013: Olala School
- 2017: Leaving the Nest 2
- 2019: Thought of Children

## Auszeichnungen

### Gewonnen
- 2009: SBS Drama Awards in der Kategorie „Beste junge Darstellerin“[5]